# Marie Dauchy
Marie Dauchy (Calais, 5 febbraio 1987) è una politica francese membro del Rassemblement National dal 2012. Ha assunto il mandato di europarlamentare a partire dal 29 luglio 2022, in sostituzione di Hélène Laporte, venendo rieletta nel 2024.

## Biografia
Marie Dauchy è nata il 5 febbraio 1987 a Calais. Nel 2019, Marie Dauchy ha dichiarato di lavorare come responsabile delle relazioni commerciali. I suoi genitori erano commercianti a Saint-Jean-de-Maurienne.

## Carriera politica
Dopo esser diventata consigliere regionale dell'Alvernia-Rodano-Alpi nel 2015 per conto della lista FN, è stata candidata per lo stesso partito alle elezioni legislative del 2017 nella terza circoscrizione della Savoia dove è stata eliminata al primo turno.
Nel 2019 si è classificata al 24° posto nella lista del Rassemblement National per le elezioni europee del 2019. La lista guidata da Jordan Bardella, ha ottenuto 23 rappresentanti eletti.
Nel 2020 è stata la candidata numero uno alle elezioni comunali e comunitarie di Saint-Jean-de-Maurienne. Con il 14,91% dei voti, senza dover ricorrere al ballottaggio, diventa consigliere municipale d'opposizione e consigliere della comunità di comuni Cœur de Maurienne Arvan.
È stata rieletta consigliera regionale dell'Alvernia-Rodano-Alpi nel 2021.
Marie Dauchy diventa europarlamentare il 29 luglio 2022 dopo l'elezione di Hélène Laporte all'Assemblea nazionale. In conformità con le disposizioni di legge sul cumulo degli incarichi, ha scelto di dimettersi dal suo mandato di consigliere regionale. Tuttavia, rimane un consigliere comunitario e municipale.
Al Parlamento europeo, Marie Dauchy è membro della Commissione per l'industria, la ricerca e l'energia e della delegazione presso la Commissione parlamentare mista UE-Messico.
Nel 2024 si candida nuovamente alle elezioni europee, dove è posizionata al 22° posto nella lista del Rassemblement National, guidata da Jordan Bardella. In questa tornata elettorale viene eletta.
È stata candidata nella terza circoscrizione della Savoia alle elezioni legislative del 2024. Tra i due turni delle elezioni, è stata aggredita in un mercato della circoscrizione della Savoia da un commerciante che è stato preso in custodia. Quest'ultimo, già coinvolto in diversi procedimenti giudiziari, sarà condannato dal tribunale penale di Chambéry il 13 dicembre 2024, al pagamento di 2800 euro (3 multe e spese legali della parte civile). Ha seguito dei fatti occorsi, ha sospeso la sua campagna. L'eurodeputata non occuperà alla fine il seggio di deputata nazionale, poiché è stata battuta dalla deputata uscente di LR, Émilie Bonnivard, che ha ricevuto il 61,16% dei voti espressi al secondo turno.